# 源信寺 (足立区)
源信寺（げんしんじ）は、東京都足立区にある真宗大谷派の寺院。

## 歴史
1933年（昭和8年）、釈信雄によって開山された。釈信雄は同宗派だった常護寺の出身で、新たに一寺を設けることになった。
現在の本堂は、1970年（昭和45年）に新築したもので、2006年（平成18年）に門信徒会館が建てられた。
本尊の阿弥陀如来像は、川崎市の寺院から譲られたもので江戸時代に作られたものである。

## 千宝山新橋霊場地蔵堂
千宝山新橋霊場地蔵堂（せんぽうさんしんばしれいじょうじぞうどう）は、東京都足立区にある地蔵堂。足立区立千寿双葉小学校の隣にあり、「千住厄除地蔵講」（以降、「地蔵講」とする。）が管理している。1928年（昭和3年）、千住第三小学校（千寿双葉小学校の前身）の土中から地蔵菩薩像が出土したのがきっかけで地蔵講が結成された。
この地蔵堂は当寺の境外仏堂ではないが、地域活動として地蔵講に関わっており、毎年1月・5月・9月の24日に当寺住職が地蔵堂で念仏を唱えている。

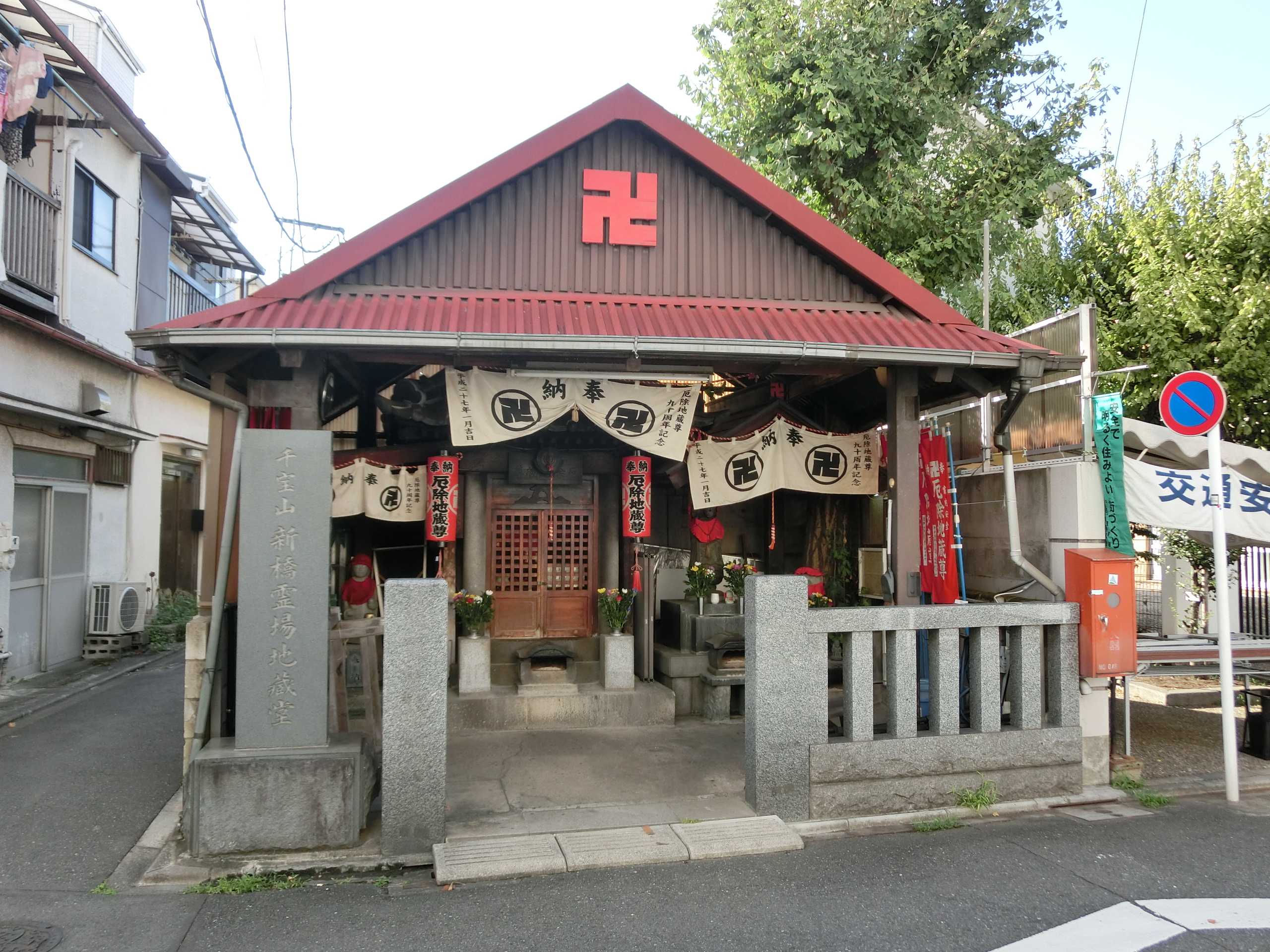
千宝山新橋霊場地蔵堂

## 交通アクセス
- 北千住駅より徒歩18分。